# Piper stipulosum
Piper stipulosum är en pepparväxtart som beskrevs av Luis Aloysius, Luigi Sodiro. Piper stipulosum ingår i släktet Piper och familjen pepparväxter. Inga underarter finns listade i Catalogue of Life.